# 嫩江组
嫩江组是位于中国吉林大安市一带以及内蒙古、黑龙江的上白垩世地层，1929年由谭锡畴、王恒升命名。该地层以青灰、灰、灰黑、黑色泥岩、粉砂质泥岩、油页岩为主，间夹细砂岩等。